# Julian Dean
Julian Carl Busch Dean (Waihi, 28 gennaio 1975) è un dirigente sportivo, ex ciclista su strada e pistard neozelandese.
Velocista, professionista dal 1996 al 2012, è stato due volte campione nazionale in linea. Dopo il ritiro ha ricoperto per nove stagioni, dal 2013 al 2021, il ruolo di direttore sportivo per il team Orica/Mitchelton/BikeExchange.

## Carriera

### 1995-2007: i primi anni
Dopo gli esordi nel ciclismo su pista (vinse tre titoli nazionali élite) passò professionista nel 1996 con la Shaklee, squadra statunitense avente licenza di Gruppo Sportivo di seconda categoria. Nel 1998 si trasferì alla Mercury mentre nel 1999 si accasò alla US Postal Service, la formazione di Lance Armstrong: proprio in quell'anno ottenne i primi successi in Europa, aggiudicandosi due tappe al Prudential Tour, competizione su suolo britannico. Nel biennio 2002-2003 vestì quindi la divisa del Team CSC, facendo sue, nel secondo dei due anni con il sodalizio danese, due tappe e la classifica generale del Tour de la Région Wallonne in Belgio.
Dal 2004 al 2007 corse invece per la Crédit Agricole, mettendosi in luce ancora negli sprint, ma prevalentemente in qualità di ultimo uomo per le volate del norvegese Thor Hushovd. In quelle quattro stagioni ottenne solo una vittoria, ai campionati neozelandesi su strada nel 2007; conseguì però piazzamenti di rilievo – anche se in rappresentanza della selezione neozelandese – quali il quindicesimo posto nella prova su strada ai Giochi olimpici di Atene nel 2004 e il nono posto nella prova in linea dei Campionati del mondo 2005 di Madrid.

### 2008-2012: Slipstream/Garmin e GreenEDGE/Orica
Nel 2008 passò alla squadra statunitense Slipstream-Chipotle, bissando il titolo di campione neozelandese su strada, già vinto nel 2007. L'anno dopo fu quindi l'unico ciclista a portare a termine tutte e tre le grandi corse a tappe, Giro d'Italia, Tour de France e Vuelta a España, anche se sempre con distacchi dal vincitore superiori alle due ore. Proprio al Tour, durante la tredicesima tappa, venne ferito da un colpo di pistola a un dito della mano sinistra; curato in corsa, poté tuttavia concludere la tappa e continuare la corsa.
Nel 2010, dopo aver concluso sul podio il campionato nazionale, cominciò la stagione al Tour Down Under per poi affrontare, dopo alcune corse minori, la Tirreno-Adriatico e la Milano-Sanremo, senza grandi risultati. Partecipò quindi a tutte le classiche del nord e a maggio lavorò al Giro d'Italia come apripista di Tyler Farrar. In quell'edizione della "Corsa Rosa" sfiorò per due volte successo, prima fu terzo (vinse proprio Farrar) nella decima tappa, poi chiuse secondo nella diciottesima, battuto dal solo André Greipel. Successivamente prese parte anche al Tour de France, sempre come uomo-volata di Farrar, e alla Vuelta a España; proprio alla Vuelta fu sfortunato, cadde un'ora prima dell'inizio della corsa e dovette poi ritirarsi nella tredicesima tappa. Nel gennaio del 2011 venne comunque eletto ciclista neozelandese dell'anno.
Per il 2011, complice la fusione tra la Garmin e il Cervélo TestTeam a formare la nuova Garmin-Cervélo, ritrovò in squadra il suo vecchio capitano Thor Hushovd, fresco campione del mondo. Nel 2012 gareggiò invece per la neonata formazione australiana GreenEDGE, prima di ritirarsi al termine della stagione e salire in ammiraglia come direttore sportivo per la stagione 2013.

## Palmarès

### Strada
- 1996 (Shaklee, una vittoria)

10ª tappa Tour of Ohio
- 1997 (Shaklee, una vittoria)

4ª tappa Tour of Ohio
- 1998 (Mercury-Outdoor Life Network, due vittorie)

First Union Grand Prix - Outdour Life Grand Prix
USPro Criterium Championship
- 1999 (US Postal Service, quattro vittorie)

1ª tappa Tour of Wellington (Wellington > Wellington)
Classifica generale Tour of Wellington
2ª tappa 1ª semitappa Prudential Tour (Medway > Portsmouth)
7ª tappa 2ª semitappa Prudential Tour (Edinburgh > Edinburgh)
- 2001 (US Postal Service, due vittorie)

4ª tappa Vuelta a Castilla y León (Venta de Baños > Zamora)
First Union Grand Prix - Outdour Life Grand Prix
- 2003 (Team CSC, cinque vittorie)

2ª tappa Circuit Franco-Belge (Estaimbourg > Dottignies)
4ª tappa Tour de la Région Wallonne (Houffalize > Aubel)
5ª tappa Tour de la Région Wallonne (Amay > Chaudfontaine)
Classifica generale Tour de la Région Wallonne
Wachovia Classic
- 2007 (Credit Agricole, una vittoria)

Campionati neozelandesi, Prova in linea
- 2008 (Team Garmin, una vittoria)

Campionati neozelandesi, Prova in linea

#### Altri successi
- 1996 (Shaklee)

Tour of Somerville (Criterium)
- 1997 (Shaklee)

4ª tappa Fitchburg Longsjo Classic
14ª tappa International Cycling Classic - Superweek (Milwaukee > Milwaukee)
Criterium di Santa Rosa
Criterium di Visalia
- 1998 (Mercury-Outdoor Life Network)

Campionati neozelandesi, Prova in linea (su circuito)
1ª tappa Hotter 'N Hell Hundred
2ª tappa Hotter 'N Hell Hundred
Classifica generale Hotter 'N Hell Hundred
Criterium di Downers Grove
Criterium di Jackson
Criterium di Norman Campus
Criterium di Santa Rosa
Criterium di Shelby
Criterium di Soulsbyville
Criterium di Visalia
Classifica a punti Redlands Bicycle Classic
Criterium di Milton
- 1999 (US Postal Service)

Classifica sprint Vuelta a Aragón
- 2003 (Team CSC)

1ª tappa Tour of Southland (Invercargil, cronosquadre)
Bikes at the Beach - Urban Street Series (Criterium)
- 2004 (Credit Agricole)

Classifica punti Tour of Britain
- 2007 (Credit Agricole)

Campionati neozelandesi, Prova Criterium
Criterium di Mount Maunganui
- 2008 (Team Garmin)

1ª tappa Giro d'Italia (Palermo, cronosquadre)
- 2011 (Team Garmin)

1ª tappa Tour de France (Les Essarts, cronosquadre)

### Pista
- 1995

Campionati neozelandesi, Chilometro a cronometro
- 1996

Campionati neozelandesi, Corsa a punti
Campionati neozelandesi, Inseguimento individuale

## Piazzamenti

### Grandi Giri
- Giro d'Italia

2005: ritirato (6ª tappa)
2007: 93º
2008: non partito (19ª tappa)
2009: 136º
2010: non partito (19ª tappa)
- Tour de France

2004: 127º
2006: 126º
2007: 107º
2008: 107º
2009: 117º
2010: 154º
2011: 145º
- Vuelta a España

1999: 112º
2001: ritirato (20ª tappa)
2003: fuori tempo massimo (7ª tappa)
2005: ritirato (15ª tappa)
2009: 132º
2010: ritirato (13ª tappa)
2012: 158º

### Classiche monumento
- Milano-Sanremo

2000: ritirato
2003: 131º
2005: 96º
2007: 22º
2008: 25º
2009: 19º
2010: ritirato
- Giro delle Fiandre

2000: ritirato
2003: ritirato
2004: ritirato
2006: ritirato
2007: ritirato
2009: ritirato
2010: ritirato
- Parigi-Roubaix

1999: ritirato
2000: ritirato
2003: ritirato
2004: ritirato
2007: fuori tempo massimo
2008: ritirato
2010: ritirato

### Competizioni mondiali
- Campionati del mondo su strada

Verona 1999 - In linea Elite: ritirato
Zolder 2002 - In linea Elite: 10º
Madrid 2005 - In linea Elite: 9º
Varese 2008 - In linea Elite: 34º
Melbourne 2010 - In linea Elite: 77º
Copenaghen 2011 - In linea Elite: 152º
Valkenburg 2012 - In linea Elite: ritirato
- Campionati del mondo su pista

Perth 1993 - Inseguimento a square juniores: 3º
- Giochi olimpici

Atlanta 1996 - Inseguimento a squadre: 8º
Sydney 2000 - In linea: 61º
Atene 2004 - In linea: 15º
Pechino 2008 - In linea: 53º